# Lennart Lindh
Erik Lennart "Huppa" Lindh, född 17 september 1949 i Stora Tuna församling i Kopparbergs län, död 1 juni 2004 i Gävle Staffans församling, var en svensk ishockeyspelare. Lindh spelade i många år i Brynäs tredjeformation, C-kedjan. Han kallades skämtsamt för svensk hockeys första Beatle för sin, på 1960-talet, Beatles-inspirerade frisyr. Han kom till Brynäs från Åshammars IK, utanför Sandviken. Lindh var center i Brynäs under åtta säsonger men hade ibland svårigheter med att ta en ordinarie plats i det stjärnspäckade laget. Han varvade ned med spel i bland annat Hofors IK. Lindh är begravd på Skogskyrkogården i Gävle.